# Crayssac
Crayssac é uma comuna francesa na região administrativa de Occitânia, no departamento de Lot. Estende-se por uma área de 14,95 km². Em 2010 a comuna tinha 782 habitantes (densidade: 52,3 hab./km²).